# Campionat de Catalunya de rugbi femení
El Campionat de Catalunya de rugbi femení, anomenat Divisió d'Honor Catalana Femenina des de la temporada 2017-18, és una competició esportiva de clubs catalans de rugbi femení, creat la temporada 1983-84. De caràcter anual, és organitzat per la Federació Catalana de Rugby. Els equips participants disputen una primera fase en format de lligueta a doble partit. Els quatre millor classificats disputen les semifinals i final, que es disputà en una seu neutral, normalment durant les últimes temporades al Camp de la Foixarda de Barcelona. El guanyador és declarat campió de la Divisió d'Honor Catalana Femenina i té dret a participar en les fases d'ascens a la Divisió d’Honor B estatal.
Lligat amb l'impuls del rugbi femení a Catalunya, el dominador històric de la competició és el Club Esportiu INEF Barcelona amb dinou títols, vuit d'ells de forma consecutiva entre 2004 i 2012. Destaquen també el Rugby Club L'Hospitalet i el Club de Rugbi Bonanova, amb sis i quatre títols respectivament.

## Historial
| En negreta = Equip guanyador (1) = Nombre de títols 1-1 = Marcador campió-subcampió Nota: Noms dels equips segons l'època |

| Edició                   | Temp.                  | Data                   | Campió                 | Resultat               | Subcampió              | Seu                                        | refs                   |
| Campionat de Catalunya   | Campionat de Catalunya | Campionat de Catalunya | Campionat de Catalunya | Campionat de Catalunya | Campionat de Catalunya | Campionat de Catalunya                     | Campionat de Catalunya |
| ------------------------ | ---------------------- | ---------------------- | ---------------------- | ---------------------- | ---------------------- | ------------------------------------------ | ---------------------- |
| I                        | 1983-84                |                        | CE INEF Barcelona (1)  |                        | UE Santboiana          |                                            | [ 3 ]                  |
| II                       | 1984-85                |                        | CE INEF Barcelona (2)  |                        | UE Santboiana          |                                            | [ 4 ]                  |
| III                      | 1985-86                |                        | CE INEF Barcelona (3)  |                        | CE Puig Castellar      |                                            | [ 5 ]                  |
| IV                       | 1986-87                |                        | INEFC Lleida (1)       |                        | CE INEF Barcelona      |                                            |                        |
| V                        | 1987-88                |                        | CE INEF Barcelona (4)  |                        | CE Puig Castellar      |                                            |                        |
| VI                       | 1988-89                |                        | CE INEF Barcelona (5)  |                        | INEFC Lleida           |                                            |                        |
| VII                      | 1989-90                |                        | CE Puig Castellar (1)  |                        | CE INEF Barcelona      |                                            |                        |
| VIII                     | 1990-91                |                        | CE INEF Barcelona (6)  |                        | CE Puig Castellar      |                                            |                        |
| IX                       | 1991-92                |                        | CE INEF Barcelona (7)  |                        | CR Bonanova            |                                            |                        |
| X                        | 1992-93                |                        | CR Bonanova (1)        |                        | CE INEF Barcelona      |                                            |                        |
| XI                       | 1993-94                |                        | CE INEF Barcelona (8)  |                        | CR Bonanova            |                                            |                        |
| XII                      | 1994-95                |                        | CR Bonanova (2)        |                        |                        |                                            |                        |
| XIII                     | 1995-96                |                        | CR Bonanova (3)        |                        | Mercabarna BUC         |                                            |                        |
| XIV                      | 1996-97                |                        | RC L'Hospitalet (1)    |                        | CR Bonanova            |                                            |                        |
| XV                       | 1997-98                |                        | CR Bonanova (4)        |                        |                        |                                            |                        |
| XVI                      | 1998-99                |                        | RC L'Hospitalet (2)    |                        | BUC                    |                                            |                        |
| XVII                     | 1999-00                |                        | RC L'Hospitalet (3)    |                        | CR Bonanova            |                                            |                        |
| XVIII                    | 2000-01                |                        | RC L'Hospitalet (4)    |                        |                        |                                            |                        |
| XIX                      | 2001-02                |                        | RC L'Hospitalet (5)    |                        |                        |                                            |                        |
| XX                       | 2002-03                |                        | BUC (1)                |                        | CE INEF Barcelona      |                                            |                        |
| XXI                      | 2003-04                |                        | CE INEF Barcelona (9)  |                        | RC L'Hospitalet        |                                            | [ 6 ]                  |
| XXII                     | 2004-05                |                        | CE INEF Barcelona (10) |                        | RC L'Hospitalet        |                                            | [ 6 ]                  |
| XXIII                    | 2005-06                |                        | CE INEF Barcelona (11) |                        | RC L'Hospitalet        |                                            | [ 6 ]                  |
| XXIV                     | 2006-07                |                        | CE INEF Barcelona (12) |                        |                        |                                            | [ 6 ]                  |
| XXV                      | 2007-08                |                        | CE INEF Barcelona (13) |                        | GEiEG                  |                                            | [ 6 ]                  |
| XXVI                     | 2008-09                |                        | CE INEF Barcelona (14) |                        | GEiEG                  |                                            | [ 6 ]                  |
| XXVII                    | 2009-10                |                        | CE INEF Barcelona (15) |                        | GEiEG                  |                                            | [ 6 ]                  |
| XXVIII                   | 2010-11                |                        | CE INEF Barcelona (16) |                        | GEiEG                  |                                            | [ 6 ]                  |
| XXIX                     | 2011-12                | N/D                    | CE INEF Barcelona (17) | lligueta               | GEiEG                  | N/D                                        |                        |
| XXX                      | 2012-13                |                        | CEU-L'Hospitalet (6)   |                        | UE Santboiana          |                                            |                        |
| XXXI                     | 2013-14                | N/D                    | GEiEG (1)              |                        | CE INEF Barcelona      | Final a doble partit                       | [ 7 ]                  |
| XXXII                    | 2014-15                | N/D                    | CE INEF Barcelona (18) | 17-12 / 22-21          | GEiEG                  | Final a doble partit                       |                        |
| XXXIII                   | 2015-16                | N/D                    | CE INEF Barcelona (19) | lligueta               | GEiEG                  | N/D                                        |                        |
| XXXIV                    | 2016-17                | 26-03-2017             | CNPN Enginyers (1)     | 29-5                   | Gòtics RC              | Camp Municipal Torrent de Llops, Martorell |                        |
| Divisió d'Honor Catalana |                        |                        |                        |                        |                        |                                            |                        |
| XXXV                     | 2017-18                | 25-03-2018             | GEiEG (2)              | 44-5                   | BUC                    | Camp Municipal Torrent de Llops, Martorell | [ 8 ]                  |
| XXXVI                    | 2018-19                | 16-12-2019             | BUC (2)                | 16-10                  | CR Sant Cugat          | Camp de la Foixarda, Barcelona             | [ 9 ]                  |
| XXXVII                   | 2019-20                | N/D                    | GEiEG (3)              | lligueta               | Gòtics RC              | N/D                                        |                        |
| XXXVIII                  | 2020-21                | 20-04-2021             | FC Barcelona (1)       | 10-8                   | UES/CRUC               | Camp de la Foixarda, Barcelona             | [ 10 ]                 |
| XXXIX                    | 2021-22                | 11-04-2022             | FC Barcelona (2)       | 68-0                   | UE Santboiana          | Camp de la Foixarda, Barcelona             | [ 11 ]                 |
| XL                       | 2022-23                | 01-04-2023             | CN Poble Nou (2)       | 15-10                  | UE Santboiana          | Camp de la Foixarda, Barcelona             | [ 2 ]                  |
| XLI                      | 2023-24                | 21-04-2024             | UE Santboiana (1)      | 33-6                   | CN Poble Nou           | Camp de la Foixarda, Barcelona             | [ 12 ]                 |
| XLII                     | 2024-25                | 12-04-2025             | BUC (3)                | 25-8                   | CRUC/RC Cornellà       | Camp de la Foixarda, Barcelona             | [ 13 ]                 |

## Palmarès
| Equip                                | Campió | Anys campió |
| ------------------------------------ | ------ | --- |
| Club Esportiu INEF Barcelona         | 19     | 1983-84, 1984-85, 1985-86, 1987-88, 1988-89, 1990-91, 1991-92, 1993-94, 2003-04, 2004-05, 2005-06, 2006-07, 2007-08, 2008-09, 2009-10, 2010-11, 2011-12, 2014-15, 2015-16 |
| Rugby Club L'Hospitalet              | 6      | 1996-97, 1998-99, 1999-00, 2000-01, 2001-02, 2012-13 |
| Club de Rugbi Bonanova               | 4      | 1992-93, 1994-95, 1995-96, 1997-98 |
| Grup Excursionista i Esportiu Gironí | 3      | 2013-14, 2017-18, 2019-20 |
| Barcelona Universitari Club          | 3      | 2002-03, 2018-19, 2024-25 |
| Futbol Club Barcelona                | 2      | 2020-21, 2021-22 |
| Club Natació Poble Nou               | 2      | 2016-17. 2022-23 |
| INEFC Lleida                         | 1      | 1986-87 |
| Club Esportiu Puig Castellar         | 1      | 1989-90 |
| Unió Esportiva Santboiana            | 1      | 2023-24 |